# William
William ist ein Vorname normannischen Ursprungs und die englische Form des männlichen Vornamens Wilhelm.

## Varianten

### Kurzformen
- Bill
- Gwilym
- Liam
- Will
- Willi
- Willy
- Wilm

### Weibliche Formen
- Willa
- Williamina (vor allem schottisch)

## Namensträger

### Einzelname
- William the Conqueror (1027–1087), siehe Wilhelm I. (England)
- William de Corbeil († 1136), Erzbischof von Canterbury, siehe Wilhelm von Corbeil
- William von Perth († vielleicht 1201), legendarischer Märtyrer, verehrt in Rochester (Kent)
- William III. von England (1650–1702), siehe Wilhelm III. (Oranien)
- William Ætheling (um 1103–1120), anglo-normannischer Prinz
- William ap Thomas († 1445), walisischer Adliger
- William d’Aubigny, 1. Earl of Arundel (um 1109–1176), Mitglied des Hofstaats von König Heinrich I. von England
- William de Braose, 1. Lord of Bramber (1049–1093/1096), normannischer Adliger
- William de Roumare, Earl of Lincoln (um 1096–um 1161), Baron of Kendall, Lord of Bolingbroke in Lincolnshire, Herr von Roumare in der Normandie
- William de Tracy († 1189), englischer Ritter
- William de Warenne, 1. Earl of Surrey (1030?–1088), normannischer Adliger
- William de Warenne, 2. Earl of Surrey († 1138), anglo-normannischer Adliger
- William de Warenne, 3. Earl of Surrey (1119–1148), anglo-normannischer Adliger
- William de Warenne, 5. Earl of Surrey (1166–1240), englischer Adliger
- William, Prince of Wales (* 1982), Kronprinz des Vereinigten Königreichs Großbritannien und Nordirland
- William Frederick, Duke of Gloucester and Edinburgh (1776–1834), Mitglied der britischen Königsfamilie
- William Giffard († 1129), Lordkanzler und Siegelbewahrer von England (1093–1101)
- William, Duke of Gloucester (1689–1700), englischer Thronfolger
- William Henry, Duke of Gloucester and Edinburgh (1743–1805), Mitglied der britischen Königsfamilie
- William Kirkcaldy of Grange (1520–1573), schottischer Feldherr und Politiker, besiegte Maria Stuarts Armeen
- William Longespée of Salisbury (um 1209–1250), englischer Ritter und Kreuzfahrer
- William Longespée († 1256/57), englischer Adliger
- William Longespée, 3. Earl of Salisbury (um 1167–1226), englischer Adliger
- William McIntosh (1775–1825), Häuptling der Muskogee, Unterzeichner des Vertrags von Indian Springs
- William of Salisbury, 2. Earl of Salisbury († 1196), Earl of Salisbury, Earl of Wiltshire, High Sheriff of Somerset and Dorset
- William of Sherwood (um 1200/1210–um 1266/1272), englischer Logiker des Mittelalters
- William of Kilkenny († 1256), englischer Geistlicher und Bischof von Ely
- William von Norwich (1132–1144), angebliches Ritualmordopfer
- William of York († 1256), Bischof von Salisbury

### Vorname
- William James Adams Jr. (* 1975), US-amerikanischer Musiker und Produzent, siehe will.i.am
- William de Asevedo Furtado (* 1995), brasilianischer Fußballspieler, siehe William (Fußballspieler)
- William Bligh (1754–1817), britischer Kapitän und Gouverneur
- William Calhoun (* 1964), US-amerikanischer Schlagzeuger, siehe Will Calhoun
- William Chalmers (Kaufmann) (1748–1811), schwedischer Kaufmann
- William Chalmers (Fußballspieler, 1907) (1907–1980), schottischer Fußballspieler und -trainer
- William W. Chalmers (1861–1944), US-amerikanischer Politiker
- William Chamberlain (Politiker) (1755–1828), US-amerikanischer Politiker
- William Collum (* 1979), schottischer Fußballschiedsrichter
- William Connell (1938–2014), US-amerikanischer Jazzmusiker, siehe Will Connell
- William Cronk  (1928/29–2000), US-amerikanischer Jazzmusiker, siehe Bill Cronk
- William Cropper (1862–1889), englischer Fußball- und Cricketspieler
- William Donaldson (1891–1954), US-amerikanischer Komponist, siehe Will Donaldson
- William Dunlop (Rennfahrer) (1985–2018), britischer Motorradrennfahrer
- William Engseth (* 1933), norwegischer Politiker
- William Faulkner (1897–1962), US-amerikanischer Schriftsteller
- William Flaherty (* 2004), puerto-ricanischer Skirennläufer
- William Franklin (Musiker) (1906–nach 1948), US-amerikanischer Jazzmusiker und Sänger (Bariton)
- William Friedkin (1935–2023), US-amerikanischer Filmregisseur und -produzent
- William Gholston (* 1991), US-amerikanischer Footballspieler
- William Gibson (* 1948), US-amerikanischer Schriftsteller
- William Penn Gregory (* 1949), US-amerikanischer American-Football-Spieler
- William King Hale (1874–1962), US-amerikanischer Lokalpolitiker, Viehzüchter und Mörder
- William Hartman (1943–2022), US-amerikanischer Posaunist und Hochschullehrer, siehe Bill Hartman
- William Alvara Humphrey (1876–1945), englischer Geologe und Mineraloge
- William E. Humphrey (1862–1934), US-amerikanischer Politiker
- William Hurt (1950–2022), US-amerikanischer Schauspieler
- William S. Hatcher (1935–2005), US-amerikanischer Mathematiker, Philosoph und Bahai-Theologe
- William Jääskeläinen (* 1998), finnischer Fußballtorhüter, siehe Will Jääskeläinen
- William Johnson, 1. Baronet (1715–1774), britisch-irischer Händler, Politiker und General
- William Johnson (Richter) (1771–1834), US-amerikanischer Jurist
- William Johnson Cory (1823–1892), englischer Dichter und Pädagoge, geboren als William Johnson (ab 1872 Cory)
- William Anthony Johnson (1832–1909), britischer Geistlicher, römisch-katholischer Weihbischof in Westminster
- William B. Johnson (Mathematiker) (* 1944), amerikanischer Mathematiker
- William Cost Johnson (1806–1860), US-amerikanischer Politiker
- William E. Johnson (1906–1976), US-amerikanischer Politiker (Nebraska)
- William Ernest Johnson (1858–1931), britischer Logiker
- William Richard Johnson (1875–1938), US-amerikanischer Politiker
- William Robert Johnson (1918–1986), US-amerikanischer Bischof
- William Samuel Johnson (1727–1819), britisch-amerikanischer Politiker, einer der Gründerväter der Vereinigten Staaten
- William Summer Johnson (1913–1995), US-amerikanischer Chemiker
- William Ward Johnson (1892–1963), US-amerikanischer Politiker
- William Kassouf (* 1981), britischer Pokerspieler
- William Lai (* 1959), taiwanischer Politiker
- William Logsdail (1859–1944), britischer Maler
- William Major (* 1996), britischer Skirennläufer, siehe Billy Major
- William May (1849–1930), britischer Seeoffizier, Flottenadmiral
- William May (1936–2012), US-amerikanischer Hürdenläufer, Olympiazweiter, siehe Willie May
- William Merz (1878–1946), US-amerikanischer Turner und Leichtathlet, Medaillengewinner bei Olympia
- William Mockridge (* 1947), kanadisch-britischer Schauspieler und Kabarettist, siehe Bill Mockridge
- William Mulholland (1855–1935), irisch-US-amerikanischer Wasserbauingenieur
- William M. Murdoch (1873–1912), Erster Offizier der Titanic
- William Neufeld (1901–1992), US-amerikanischer Speerwerfer
- William D. Nordhaus (* 1941), US-amerikanischer Wirtschaftswissenschaftler, Nobelpreisträger
- William Nygaard (* 1943), norwegischer Herausgeber
- William Pappaconstantinou (* 1984), US-amerikanischer Tischfußballer und Pokerspieler, siehe Billy Pappas
- William Alfred Passavant (1821–1894), US-amerikanischer Geistlicher, Gründer der US-amerikanischen Diakonie
- William Donald Patrick (1889–1967), Richter am Court of Session und des Internationalen Militärgerichtshof für den Fernen Osten
- William Andrew Ogles, siehe Andy Ogles (* 1971), US-amerikanischer Politiker
- William Paul (Rosenzüchter) (1822–1905), englischer Rosenzüchter
- William Penn (1644–1718), Quäker und Begründer Pennsylvaniens
- Bill Perkins (Unternehmer) (* 1969), US-amerikanischer Hedgefonds-Manager, Filmproduzent, Schauspieler und Pokerspieler
- William Rittberger (1862–1914), deutscher Kaufmann und Politiker
- William Rossier (* 1942), Schweizer Diplomat
- William Shakespeare (1564–1616), englischer Dichter und Dramatiker
- William Shatner (* 1931), kanadischer Schauspieler
- William L. Shirer (1904–1993), US-amerikanischer Journalist, Historiker und Autor
- William A. Stein (* 1974), US-amerikanischer  Mathematiker, Hochschullehrer
- William Howard Stein (1911–1980), US-amerikanischer Biochemiker, Nobelpreisträger für Chemie
- William Turner (1775–1851), britischer Maler
- William Tyndale (um 1484–1536), englischer Priester und Bibelübersetzer
- William Villeger (* 2000), französischer Badmintonspieler
- William von Voigts-Rhetz (1813–1902), deutscher Offizier, preußischer General
- William Alexander Werbeniuk (1947–2003), kanadischer Snookerspieler
- William Wallace (um 1270–1305), schottischer Patriot
- William Werner (1893–1970), deutscher Automobilmanager
- William Wharton (1925–2008), US-amerikanischer Autor
- William Wolfensberger (1889–1918), Schweizer Dichterpfarrer
- William Wyss (* 1938), Schweizer Politiker

### Künstlername
- Linda William’ (Linda Christiane Williams; 1964–2010), französische Popsängerin

## William als Familienname
- Arthbert William (* 2004), Fußballspieler der Amerikanischen Jungferninseln
- George William (* 1982), US-amerikanischer Kameramann, Regisseur und Sänger
- Kyrillos Kamal William Samaan (1946–2023), ägyptischer Ordensgeistlicher, koptisch-katholischer Bischof von Assiut
- Martin William (* 1991), seychellischer Fußballspieler
- Merrell William, Jr. († 2013), US-amerikanische Whistleblowerin
- Niels William (William Vaesen; * 1974), flämischer Sänger und Manager
- Nihal William (* 2000), indischer Sprinter
- Peter William (Peter William Koch; 1930–2018), deutscher Ringer
- Tage William-Olsson (1888–1960), schwedischer Architekt
- Tiffany William (* 1994), britische Tennisspielerin
- Warren William (Warren William Krech; 1895–1948), US-amerikanischer Schauspieler
- Willy William (* 1981), französischer Musiker

## William als Spitzname
- Hippopotamus William für eine altägyptische Nilpferdskulptur in New York